# Pomocná vodní nádrž Hassel
Pomocná vodní nádrž Hassel (německy: Hasselvorsperre nebo Vorsperre Hassel) je přehradou v podpůrném systému hrází přehrady Rappbode. Nachází se v pohoří Harz v blízkosti města Hasselfelde ve spolkové zemi Sasko-Anhaltsko. Přehrada zadržuje vody řeky Hassel. Spolu s ostatními přehradami pod správou Talsperrenbetrieb Sachsen-Anhalt (česky: Sasko-Anhaltská přehradní společnost) zásobuje Sasko-Anhaltsko pitnou vodou.

## Účel hráze
Hráz byla postavena především z důvodu mechanického a biologického čištění vody, ještě před tím než bude vpuštěna do hlavního zásobníku.

## Hráz
Hráz je vysoká 21 metrů a je postavena především na laminované jílovité břidlici.